# Ridgecrest (Florida)
Ridgecrest ist  ein census-designated place (CDP) im Pinellas County im US-Bundesstaat Florida. Das U.S. Census Bureau hat bei der Volkszählung 2020 eine Einwohnerzahl von 2.966 ermittelt. 

## Geographie
Ridgecrest grenzt direkt an die Stadt Largo und liegt rund 5 km südlich von Clearwater sowie etwa 25 km westlich von Tampa. Der CDP wird von der Florida State Road 688 durchquert.

## Demographische Daten
Laut der Volkszählung 2010 verteilten sich die damaligen 2558 Einwohner auf 1069 Haushalte. Die Bevölkerungsdichte lag bei 1705,3 Einw./km². 24,9 % der Bevölkerung bezeichneten sich als Weiße, 67,9 % als Afroamerikaner, 0,3 % als Indianer und 0,8 % als Asian Americans. 2,5 % gaben die Angehörigkeit zu einer anderen Ethnie und 3,6 % zu mehreren Ethnien an. 9,3 % der Bevölkerung bestand aus Hispanics oder Latinos.
Im Jahr 2010 lebten in 46,1 % aller Haushalte Kinder unter 18 Jahren sowie 27,4 % aller Haushalte Personen mit mindestens 65 Jahren. 76,7 % der Haushalte waren Familienhaushalte (bestehend aus verheirateten Paaren mit oder ohne Nachkommen bzw. einem Elternteil mit Nachkomme). Die durchschnittliche Größe eines Haushalts lag bei 3,01 Personen und die durchschnittliche Familiengröße bei 3,40 Personen.
37,1 % der Bevölkerung waren jünger als 20 Jahre, 22,5 % waren 20 bis 39 Jahre alt, 24,2 % waren 40 bis 59 Jahre alt und 16,3 % waren mindestens 60 Jahre alt. Das mittlere Alter betrug 31 Jahre. 46,1 % der Bevölkerung waren männlich und 53,9 % weiblich.
Das durchschnittliche Jahreseinkommen lag bei 36.264 $, dabei lebten 22,8 % der Bevölkerung unter der Armutsgrenze.
Im Jahr 2000 war Englisch die Muttersprache von 95,89 % der Bevölkerung und Spanisch sprachen 4,11 %.